# Салихово (Аургазинский район)
Салихово (баш. Сәлих) — деревня в Аургазинском районе Республики Башкортостан Российской Федерации. Входит в состав Турумбетовского сельсовета. 

## География

### Географическое положение
Расстояние до:
- районного центра (Толбазы): 27 км,
- центра сельсовета (Турумбет): 2 км,
- ближайшей ж/д станции (Давлеканово): 42 км.

## Население
| 2002 | 2009 | 2010 |
| ---- | ---- | ---- |
| 52   | →52  | ↘44  |

Согласно переписи 2002 года, преобладающая национальность — башкиры (90 %).